# 吳欣之
吴欣之，晋陵郡利城县（侨治今江苏省常州市）人，南朝宋、南朝齐政治人物。
宋文帝元嘉末年（453年），其弟吴慰之（吴尉之）为武进县吏。随王刘诞起事，刘劭派遣军主华钦前去攻打刘诞，吏民逃散，吴慰之留下，被擒。将要处死，吴欣之前去拜见华钦请求代弟弟赴死，言辞哀切，兄弟都被赦免。齐高帝建元三年（481年），皇帝下诏蠲免赋役，进行表彰。